# Claire Krähenbühl
Claire Krähenbühl (* 3. September 1942 in Yverdon-les-Bains) ist eine Schweizer Schriftstellerin und Künstlerin aus dem Kanton Waadt.

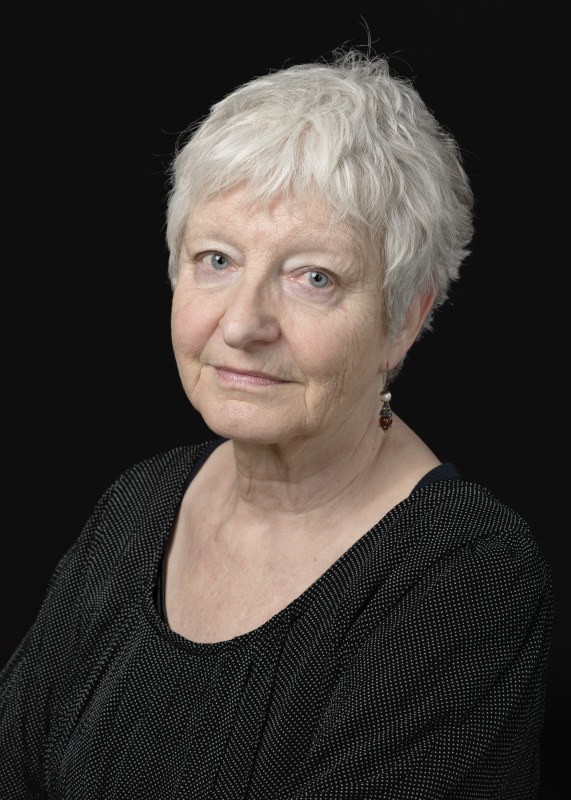
Claire Krähenbühl

## Leben
Claire Krähenbühl wurde eine Stunde vor ihrer Zwillingsschwester, der Schriftstellerin Denise Mützenberg, geboren. Während der ganzen Kindheit zeichnete sie viel und begann mit etwa neun Jahren, Gedichte zu schreiben. Von 1958 bis 1961 besuchte sie die École des Beaux-Arts in Lausanne. Danach liess sie sich in derselben Stadt am Centre hospitalier universitaire vaudois zur Krankenschwester ausbilden. Sie heiratete 1964.
Claire Krähenbühl interessiert sich für verschiedene Kunstsparten: Zeichnung, Collage, Schreiben, Lyrik. Während eines Aufenthaltes in den USA besuchte sie in New York City die Art Students League und beschäftigte sich mit der Lithographie. Zurück in der Schweiz (1975), nahm sie ihren Beruf sowie das Schreiben wieder auf. Sie wohnte zunächst in Vevey, später in Rivaz.
1982 veröffentlichte sie ihr erstes Gedichtbuch, Du Miroir la ronce, dem in regelmässigen Abständen neun weitere folgten. 1993 publizierte sie ihren ersten Band mit erotischen Geschichten, Le Divan bleu. Auch diesem folgten weitere Erzählsammlungen sowie das Prosabuch Le Piège du miroir (2002), das sie zum Thema Zwillingsdasein gemeinsam mit ihrer Schwester schrieb.
2003 wurde sie u. a. ans Internationale Poesiefestival Medellín und 2013 an den Seetaler Poesiesommer eingeladen.
Claire Krähenbühl lebt und arbeitet heute in La Sarraz.

## Werke

### Lyrik
- Du Miroir la ronce, Éditions Eliane Vernay, Genf 1982.
- Le Désir hors la loi, Éditions Eliane Vernay, Genf 1985.
- Terre dautre langue, Éditions Eliane Vernay, 1988.
- La Rebuse de l’épine noire, Éditions de l’Aire, Lausanne 1992. (Preis Louise Labé)
- Brisants, Éditions de l’Aire, Vevey 1993.
- Voix éparses, Éditions Samizdat, Genf 1995.
- La Renouée, Éditions de l’Aire, Vevey 1997.
- Fugato, Claire Krähenbühl, Luiz-Manuel, Denise Mützenberg; italienische Fassung von Solvejg Albeverio-Manzoni, Ketty Fusco und Carla Ragni; portugiesische Fassung von Luiz-Manuel, Éditions Samizdat, Genf 2003.
- La Table des liens, Éditions de l’Aire, Vevey 2006.
- Comment c’était, Éditions Le Miel de l’ours, Genf 2010.
- La Bague de Lumnie, Gedichte mit Zeichnungen von Gisèle Poncet, Éditions Samizdat, Genf 2015.
- Entre deux passantes, Gedichte mit Zeichnungen von Gisèle Poncet, Éditions Trait Noir, Freiburg im Üechtland 2018.

### Erzählungen und Prosa
- Le Divan bleu, Erzählungen, Editions de l’Aire, Vevey 1993.
- Trouble, Erzählungen, Editions de l’Aire, Vevey 1995.
- Le Piège du miroir (zusammen mit Denise Mützenberg), Prosa, Editions de l’Aire, Vevey 2002.
- Les Chambres de jour, Erzählungen Editions de l’Aire, Vevey 2004.
- Une Guitare par exemple, Erzählungen, Editions de l’Aire, 2010.
- Histoires de Louise, Prosa, Editions Samizdat, 2011.

### Auf Deutsch
- Ailleurs peut-être / Vielleicht anderswo. Anthologie 1991–2010. Auswahl, Übersetzung und Nachwort von Markus Hediger. Wolfbach Verlag, Zürich 2013.